# Aliaksandr Darozhka
Aliaksandr Darozhka (en biélorusse : Аляксандр Дарожка), né le 19 août 1991 à Minsk, est un biathlète biélorusse. 

## Biographie
Darozhka court sa première compétition internationale aux Championnats du monde jeunesse en 2009.
Il fait ses débuts en Coupe du monde en janvier 2014, et obtient son meilleur résultat en 2016 avec une 21e place au sprint de Canmore. Il participe aux Jeux olympiques d'hiver de 2014, où il est 79e du sprint.

## Palmarès

### Jeux olympiques d'hiver
| Épreuve / Édition | Individuel | Sprint | Poursuite | Départ en masse | Relais | Relais mixte |
| Sotchi 2014       | -          | 79e    | -         | -               | -      | -            |

### Championnats du monde
| Épreuve / Édition         | Individuel | Sprint | Poursuite | Départ en masse | Relais | Relais mixte |
| Mondiaux 2015 Kontiolahti | 74e        | —      | —         | —               | —      |              |
| Mondiaux 2016 Oslo        | —          | 32e    | 46e       | —               | 15e    | 9e           |

Légende :
- — : épreuve pas disputée par Darozhka

### Coupe du monde
- Meilleur classement général : 56e en 2016.
- Meilleur résultat individuel : 21e.

#### Différents classements en Coupe du monde
| Année     | Classement général final | Sprint | Poursuite | Individuel | Mass start |
| 2013-2014 | 84e                      | 78e    | 80e       | -          | -          |
| 2015-2016 | 56e                      | 51e    | 54e       | -          | -          |

### Championnats d'Europe
- Médaille de bronze du relais mixte en 2011.

### IBU Cup
- 1 podium.